# Felice Bonetto
Felice Bonetto (9. června 1903 Manerbio, Itálie – 21. listopadu 1953 Silao, Mexiko) byl italský pilot Formule 1.
Byl známý jako „Il piráta“ pro svoji nebojácnost a také proto, že často jeho jízda patřila do kategorie ztřeštěných.
Hodně dlouhou dobu se soustřeďoval jen na závody v Itálii, a jeho výkony v soukromém týmu Alfa Romeo na Mille Miglia přilákaly pozornost velkých fabrik. Nejprve Cisitalia a později i Ferrari, kterému přivezl druhá místa z Mille Miglia, Monzy a Neapole v roce 1949.
V roce 1950 jezdí v Týmu Maserati Milano ve formuli 1 a ve sportovních vozech Alfa Romeo a skutečnost, že vyhrál GP Oporto a vedl v Mille Miglia, zapříčinila, že získal místo třetího pilota u Alfy Romeo pro rok 1951.
Pro rok 1952 podepsal kontrakt s Lancii a reprezentuje jí tak při závodech sportovních vozů. A toto spojení je velice úspěšné, zvítězili na velmi obtížném závodě okolo Sicílie-Targa Florio.
Čerstvý padesátník Felice Bonetto, je aktivnější než kdy jindy. Ve Formuli 1 se objevuje s novým typem Maserati a pravidelně se umisťuje na předních pozicích. Ve sportovních vozech kočíruje znovu Lancii a na Mille Miglia je třetí. Ještě než se přesunul do Mexika zvítězil na Grand Prix Portugalska. Osudné Mexiko ukončilo jeho kariéru, při závodě Carrera Panamericana nezvládl svůj vůz a narazil do pouliční lampy ve vesnici Silao, na pomoc mu přiběhl Piero Taruffi , ale již bylo pozdě, Felice Bonetto na místě zemřel.

## Vítězství
- 1950 Grand Prix Oporto
- 1952 Targa Florio
- 1953 Grand Prix Portugalska

## Formule 1
- 15 Grand Prix
- 0 Vítězství
- 0 Pole positions
- 0 Nejrychlejších kol
- 2 Podium
- 17,5 bodů

| Rok  | 1   | 2   | 3   | 4   | 5   | 6   | 7   | 8   | 9   | Pořadí    | Body |
| ---- | --- | --- | --- | --- | --- | --- | --- | --- | --- | --------- | ---- |
| 1950 | GB  | MON | 500 | ŠVÝ | BEL | FRA | ITA | *   | *   | 19. místo | 2    |
| 1951 | ŠVÝ | 500 | BEL | FRA | GB  | NĚM | ITA | ŠPA | *   | 8. místo  | 9    |
| 1952 | ŠVÝ | 500 | BEL | FRA | GB  | NĚM | NIZ | ITA | *   | 16. místo | 2    |
| 1953 | ARG | 500 | NIZ | BEL | FRA | GB  | NĚM | ŠVÝ | ITA | 9. místo  | 6,5  |

Vozy
- 1950 Maserati 4CLT/50
- 1951 Alfa Romeo 159
- 1952 Maserati A6GCM
- 1953 Maserati A6GCM

## Nejlepší umístění v mistrovství světa
- 1951 3. místo Grand Prix Itálie
- 1953 3. místo Grand Prix Nizozemska